# Mal

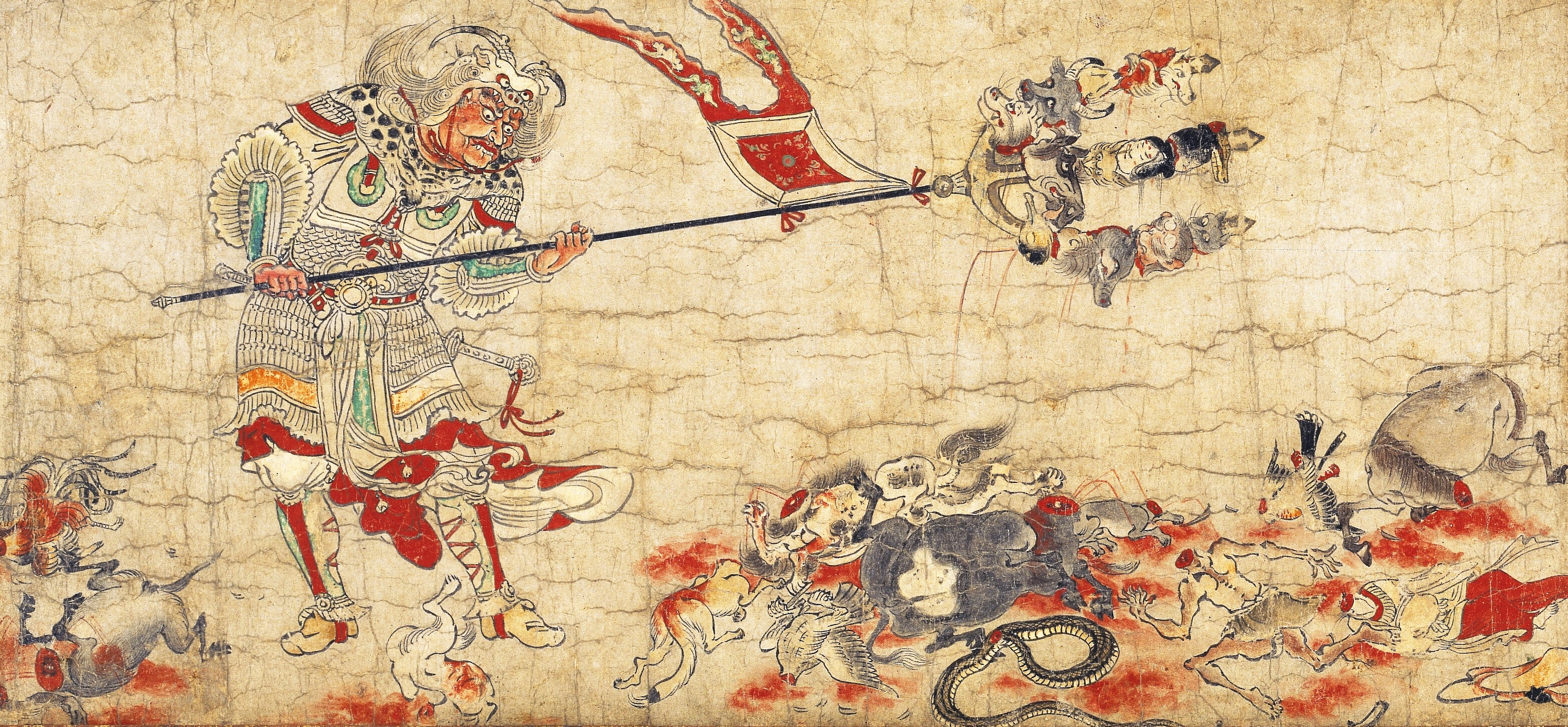
Um das cinco pinturas japonesas do século XII que compõe a série "Exterminação do Mal"

Mal (do termo latino malu) geralmente se refere a tudo aquilo que não é desejável ou que deve ser destruído.  O mal está no vício, em oposição à virtude. Em muitas culturas, é o termo usado para descrever atos ou pensamentos que são contrários a alguma religião em particular, e pode haver a crença de que o mal é uma força ativa e muitas vezes personificada na figura de uma entidade como o diabo Satanás ou Arimã.
Em Plotino, a matéria é identificada com o mal e com a privação de toda forma de inteligibilidade.
Em Kant, o ser humano teria uma propensão para o mal, apesar de ter uma disposição original para o bem.
Hannah Arendt retoma a questão do mal radical kantiano, politizando-o. Analisa o mal quando este atinge grupos sociais ou o próprio Estado. Segundo a autora, o mal não é uma categoria ontológica, não é natureza, nem metafísica. É político e histórico: é produzido por homens e se manifesta apenas onde encontra espaço institucional para isso – em razão de uma escolha política. A trivialização da violência corresponde, para Arendt, ao vazio de pensamento, onde a banalidade do mal se instala.
O antropólogo estadunidense Ernest Becker, que segundo o filósofo Sam Keen é pioneiro no desenvolvimento de uma "Ciência sobre o Mal", afirma que "a dinâmica do mal é devida fundamentalmente à negação da condição de criatura", isto é, quando a "armadura do caráter" — desenvolvida pela pessoa para reprimir o fato de que irá morrer — falha em criar uma autoilusão protetora, o indivíduo vê-se então diante de um desamparo que começa por infundir-lhe angústia e, por fim, terror. Já não é mais o ser humano "normal", cuja neurose proveniente da "negação da morte" é amortecida por um conjunto de símbolos e conceitos capazes de fazê-lo levar uma vida adaptada. Não, agora ele está sem máscaras diante da vida. O mundo se lhe apresenta assim como um ambiente hostil, o que o obriga a tentar modificá-lo a ponto de eliminar os acidentes, a insegurança, que, no fundo, não são senão aspectos inerentes da vida na Terra. Para Becker, ao não conseguir atualizar a transferência original, isto é, ao não depositar sua necessidade de segurança psíquica num Ser Transcendental, o indivíduo passa a negar sua condição de criatura e, por conseguinte, também a de seus semelhantes, os quais podem ser então eliminados nesse processo de tornar o mundo um lugar mais seguro — e daí o mal.
Ponerologia, o estudo do mal, do grego poneros (malícia, maldade), é a ciência da natureza do mal adaptada a propósitos políticos . O termo foi cunhado pelo psiquiatra polonês Andrzej M. Łobaczewski , que estudou como os psicopatas influenciam no avanço da injustiça e sobre como abrem caminho para o poder na política  . 